# Supetarska Draga
Supetarska Draga je naselje na otoku Rabu. Administrativno, naselje pripada gradu Rabu, Primorsko-goranska županija.

## Zemljopisni položaj
Nalazi se na sjeveru otoka.
Najbliža naselja su Lopar (4 km sjeverno) i Kampor (2 km južno).

## Stanovništvo
Prema popisu iz 2001. godine, naselje je imalo 1184 stanovnika.
| broj stanovnika | 547   | 569   | 680   | 686   | 678   | 809   | 809   | 933   | 1054  | 1085  | 1047  | 1013  | 1052  | 1114  | 1164  | 1099  | 937   |
|                 | 1857. | 1869. | 1880. | 1890. | 1900. | 1910. | 1921. | 1931. | 1948. | 1953. | 1961. | 1971. | 1981. | 1991. | 2001. | 2011. | 2021. |

## Znamenitosti
Crkva svetog Petra u Supetarskoj Dragi iz 11. st. smještena je u polju podno obronaka brda Kamenjaka. Jedini je cjeloviti ostatak nekadašnje benediktinske opatije koja je ukinuta 1467. godine. O zasnivanju samostana svjedoči sačuvana isprava u kojoj se spominju rapski biskup Drago, prior Majus i svi žitelji rapske komune koji opatu Fulkonu daruju Crkvu sv. Petra i sv. Ciprijana u Dragi s pripadajućim zemljištem da tamo osnuje samostan. Sve do osiromašenja u 14. st. samostan će biti značajno središte koje se spominje u nizu isprava o dobivanju povlastica i sl. Posjedovao je hospicij i Crkvu sv. Križa u gradu, pripadala mu je Crkva sv. Marije Magdalene u Loparu i slikovite vodenice u dnu morske uvale. Ostaci građevina samo su djelomično danas vidljivi u sačuvanom zidu južnoga krila s romaničkim prozorima. Pojedini dijelovi ugrađeni su u građevine župnoga dvora i seoske zadruge, a neki posve porušeni. Od samostanskog sklopa sačuvana je u cijelosti samo crkva koja sigurno ima ranokršćansku osnovu. Na to ukazuju kapiteli ukrašeni stiliziranim palminim i akantovim lišćem iz 11. st. te ulomak pluteja oltarne pregrade iz 5. ili 6. st. Crkva je inače longitudinalna trobrodna bazilika s trima stršećim apsidama na istočnoj strani. Unutrašnjost je s pet pari stupova i šest lukova podijeljena u tri broda. Lukovi se svojim stopama oslanjaju o jastučaste imposte, a ovi o kapitele specifične protoromaničke modelacije. Zidni plašt crkve proviđen je trima romaničkim monoforama na sjevernom i južnom zidu. Tri prozora ima i središnja, najdublja apsida. Zabat glavnog portala s polukružnim lukovima lunete i trokutastim vanjskim završetkom oslanja se o istaknute konzole s grifonima. U zabatu glavnoga broda tri su romanička prozora sa skošenim stranicama, od kojih je središnji u samom vrhu. Vijenci bočnih zabata i glavnoga broda ukrašeni su zupčastim konzolama. Samo je pročelje izvedeno od krupnih uslojenih klesanaca. Zvonik smješten u ravnini sa zidom pročelja romaničkih je osobina te dosta nalikuje benediktinskim zvonicima sv. Ivana i sv. Andrije u gradu. Zidna ploha bila je relativno zatvorena, donje etaže proviđene monoforama, a pretposljednja i posljednja biforama, odnosno triforama. Godine 1906. zvonik je porušen do razine prvoga kata. Ljevač Luka, redovnik iz Venecije, izlio je 1290. najstarije zvono u Dalmaciji sačuvano u ovom zvoniku. Drugo manje zvono izlio je Jakov Caldelarius 1593. godine.